# Schiedungen
Schiedungen is een  dorp in de Duitse gemeente Hohenstein in het Landkreis Nordhausen in Thüringen. Het dorp wordt voor het eerst genoemd in 1193. Tot 1996 was het een zelfstandige gemeente. Tot het dorp behoort ook het gehucht Pfaffenstock.
Het stuwmeer Speicher Schiedungen op de Helme ligt op zijn grondgebied. Er wordt karper in gekweekt.